# Ligne de Saint-Dizier à Doulevant-le-Château
La ligne de  Saint-Dizier à Doulevant-le-Château, située dans le département français de la Haute-Marne, est une ancienne ligne de chemin de fer française qui reliait les gares de Saint-Dizier, sur la ligne de Blesme - Haussignémont à Chaumont, et de Doulevant-le-Château, terminus de la ligne.
Elle constituait la ligne no 018 000 du réseau ferré national. Historiquement, elle constituait la ligne 106 dans l'ancienne numérotation SNCF des lignes de la région Est.

## Historique
La ligne de Saint-Dizier à Wassy est concédée le 23 décembre 1865 par une convention signée entre le ministre des Travaux publics et Messieurs le Baron A. de Rothschild, Danelle, de Chanlaire, Cornuel et Guyard. Cette convention est approuvée à la même date par un décret impérial qui déclare la ligne d'utilité publique. Un traité passé entre les concessionnaires et la Compagnie des chemins de fer de l'Est le 24 avril 1865 prévoyait l’exploitation de la ligne par cette dernière.
Les concessionnaires initiaux rétrocèdent la ligne à la Compagnie du chemin de fer de Wassy à Saint-Dizier constituée le 11 avril 1867. Les statuts de la compagnie et la rétrocession sont approuvés par un décret impérial le 27 avril 1867.
La section de Wassy à Doulevant-le-Château est concédée par une convention signée entre le ministre des Travaux publics et Messieurs Berthelin, de Chanlaire, Le Bachelellé et Bernardin (Compagnie du chemin de fer de Wassy à Doulevant-le-Château en cours de constitution) le 18 mars 1878. Cette convention est approuvée par une loi le 26 décembre 1878. Cette même loi déclare la ligne d’utilité publique. Un traité passé entre les concessionnaires et la Compagnie des chemins de fer de l'Est le 13 juillet 1876 prévoyait l’exploitation de la ligne par cette dernière.
La section de Saint-Dizier à Wassy est ouverte le 10 décembre 1868 (exploitation sous traitée à la Compagnie des chemins de fer de l’Est).
La section de Wassy à Doulevant-le-Château est mise en service le 25 août 1881 (exploitation sous traitée à la Compagnie des chemins de fer de l’Est).
Les Compagnies du chemin de fer de Wassy à Doulevant-le-Château et des chemins de fer de l'Est signent un traité le 26 décembre 1902 par lequel cette dernière reprend la concession de la ligne de Wassy à Doulevant. Ce traité est validé par une convention signée entre le ministre des Travaux publics et la Compagnie des chemins de fer de l'Est le 10 juin 1903. Cette convention est approuvée par une loi le 6 janvier 1904.
Fermeture du service voyageurs
- De Saint-Dizier à Doulevant-le-Château, le 1er mai 1952.

À l’échéance de sa concession, la section entre Wassy et Saint-Dizier est incorporée dans le réseau de la Société nationale des chemins de fer français par une convention signée le 12 avril 1972 entre le ministre des Transports et la société. Cette convention est approuvée par un décret le 4 juillet 1972.
Fermeture du service marchandises
- De Saint-Dizier à Doulevant-le-Château, le 31 mars 1991 (ligne alors affermée par la SNCF à la CFTA).

Déclassement
- De Saint-Dizier à Doulevant-le-Château, le 11 juillet 1994[1]

Lancement d'une exploitation conjointe fret et touristique
- De Saint-Dizier à Wassy - Brousseval, septembre 1994 (SM Chemins de Fer de Blaise-et-Der et Asso Amis de la Gare de Wassy) à juillet 2011.

Fermeture définitive et démontage
- À la suite de l'arrêt des circulations à partir de 2011, la ligne est restée à l'abandon jusqu'en 2016, où un projet de piste cyclable s'est concrétisé par le démontage de la section Louvemont - Wassy. Le projet prévoit également le démontage des sections encadrantes (emprises de la gare de Wassy exclues) ; les voies ont été démontées entre 2016 et 2018[Quand ?].

## Description de la ligne

### Infrastructure
La ligne est à voie unique, toutefois, la section de Saint-Dizier à Éclaron a été mise à double voie entre 1882 et 1884. Cette deuxième voie a été déposée vers 1942.
Le profil de la ligne est relativement bon, les déclivités ne dépassant généralement pas 6 mm/m.

### Superstructure
La gare de Wassy, imposante et de belles proportions, comportait six voies à quai, deux voies de circulation et quatre voies réservées au trafic marchandises.

## Exploitation et trafic
Exploitation au XXIe siècle
Depuis le 27 septembre 1994, le Syndicat Mixte des Chemins de Fer de Blaise-et-Der (CFBD, basés à Wassy), après avoir racheté la ligne à la SNCF, a relancé une exploitation fret entre la gare SNCF de Saint-Dizier et les Fonderies de Wassy et Brousseval. L'activité fret des CFBD, a représenté jusqu'à 3/4 du trafic de la gare SNCF de Saint-Dizier.
Parallèlement, l'association des Amis de la Gare de Wassy (AGW) a lancé, également en septembre 1994, des circulations d'autorail touristique sur la même ligne, avec visites de la Gare de Wassy.
En 2011, l'abandon de la desserte fret de Saint-Dizier par la SNCF a entraîné l'arrêt de l'exploitation fret des Chemins de Fer de Blaise-et-Der et des circulations touristiques des AGW puis la dissolution du syndicat mixte (dont l'emprunt en cours et la propriété de la ligne de Saint-Dizier à Doulevant ont été repris par le Département de la Haute-Marne). La ligne est actuellement fermée à tout trafic à l'exception de circulations de démonstration dans les emprises de la Gare de Wassy, site désormais contrôlé par l'Association des Amis de la Gare de Wassy et dédié à la muséologie ferroviaire et aux activités artistiques.
La section de Louvemont à Wassy a été démontée en 2016, pour laisser place à une piste cyclable. Les Amis de la Gare de Wassy veulent reprendre une exploitation touristique sur Wassy - Brousseval - Montreuil-sur-Blaise et ont dernièrement[Quand ?] fait une demande à la Communauté d'Agglomération de Saint-Dizier-Der-Blaise pour pouvoir utiliser la section de ligne correspondante.
Entre 2016 et 2018[Quand ?], les rails entre Saint-Dizier et Wassy ont à leur tour été démontés[réf. souhaitée].
En 2024, une voie verte est aménagée sur l'ensemble de la ligne à l'exception de deux courts tronçons à Humbécourt et à Wassy en liaisons sur voies partagées.